# Kif hálózat
A Kif hálózat a villamosenergia-átviteli rendszer azon része, melynek feszültségszintje 230 V / 400 V.
Kezdete: a közép / kisfeszültségű elosztóhálózati transzformátorok ún. szekunder csapja, vége jellemzően a végfogyasztó. A Kif hálózat lehet kábeles vagy légvezetéki kivitelű. 
A légvezetékes kivitelű hálózat sodronyait oszlop vagy betongyámmal rendelkező faoszlopok tartják. Az oszlopok magassága jellemzően 7-14 m. A légvezetéki hálózatok oszlopain, a Kif hálózat alatt, gyakran megtalálhatók az ún. gyengeáramú vezetékek – pl. kábeltévé, telefon stb. – is (közös oszlopsor). A légvezetéki sodrony lehet szigetelt (szakmai zsargonnal: kötegelt) vagy szigeteletlen (csupasz) kivitelű.

## A 0,4 kV-os csupasz vezetékes hálózat
- Az oszlopokon a csupasz vezetékek közel (kb. 0,2 m-re) vannak egymáshoz, számuk min. 4 db.
- A vezetékek szigetelőkön vannak rögzítve, melyek fehér, illetve barna színűek.
- A csupasz vezetéksodrony fémes színű.

## A 0,4 kV-os szigetelt vezetékes hálózat
- A 3 db fázisvezető és az 1 db nullavezető egyetlen összetekert, fekete színű szigeteléssel ellátott vezetéksodronyt alkot.[2]